# Inbred
Inbred es una película de terror británica estrenada en el 2011 dirigida por Alex Chandon y coescrito con Paul Shrimpton.

## Sinopsis
Un variopinto grupo de delincuentes juveniles y sus supervisores viajan hacia un remoto pueblo de Mortlake, Yorkshire, para realizar allí un fin de semana de servicios comunitarios. Pero Mortlake está orgullosa de ser una comunidad cerrada, que apenas necesita nada del mundo exterior, por lo que los roces entre locales y forasteros no se hacen esperar. Un pequeño accidente desencadenará una espiral de violencia que arrastrará a todos los implicados a una pesadilla repleta de sangre y humor negro como el azabache.

## Reparto
- Jo Hartley ....Kate
- Seamus O'Neill ....Jim
- James Doherty ....Jeff
- James Burrows ....Tim
- Neil Leiper ....Gris
- Chris Waller ....Dwight
- Nadine Rose Mulkerrin ....Sam
- Terry Haywood ....Zeb
- Damien Lloyd-Davies ....Ratas
- Derek Melling ....Greg
- Marcos Rathbone ....Ron
- Dominic Brunt ....Podge